# Męczeństwo św. Andrzeja Apostoła (obraz Bartolomé Estebana Murilla)
Męczeństwo św. Andrzeja Apostoła (hiszp. El martirio de san Andrés Apóstol) – powstały w 1675–1680 obraz autorstwa hiszpańskiego malarza barokowego Bartolomé Estebana Murilla.
Obraz stanowi część kolekcji królewskiej Muzeum Prado w Madrycie (nr katalogowy P00982).
W swym dziele artysta przedstawił apokryficzną scenę męczeństwa jednego z dwunastu wybranych uczniów Jezusa Chrystusa – Apostoła Andrzeja, czczonego w tradycji prawosławnej jako fundatora patriarchatu konstantynopolitańskiego. Apostoł miał ponieść śmierć na krzyżu w formie litery X (Krzyż świętego Andrzeja), jak to zostało przedstawione na obrazie. Miało się to dokonać w Patras na Peloponezie w Grecji kontynentalnej.

## Opis[1]
Obraz powstał na zamówienie. Widać w nim widoczne wpływy Rubensa i Ribery. W centralnej części dominuje postać Apostoła, dla którego otwiera się niebo z aniołami
W dolnym lewym narożniku przedstawiona została grupa osób: dwóch mężczyzn i dwie niewiasty z dzieckiem. Stojący mężczyzna wskazuje ręką na św. Andrzeja, mówiąc coś do przysłuchującego się mu drugiego mężczyzny z brodą. Jedna z niewiast płacze, wycierając twarz białym suknem. Druga kobieta trzyma na rękach dziecko wpatrujące się w scenę rozgrywającą się w centralnej części dzieła.
Lewa dolna część obrazu zdominowana jest przez obecność wojskowych. Dwóch z nich na koniach. W samym narożniku żołdak z włócznią, mieczem i białym psem.
U stóp krzyża grupa mężczyzn kończy akt ukrzyżowania. Na ziemi leżą narzędzia. W tle widoczny jest tłum uczestniczący w wydarzeniu. Artysta przedstawił zachmurzone, ciemne niebo, które rozstępuje się tylko nad umierającym na krzyżu męczennikiem.
Ze względu na tematykę dzieła i podobieństwo stylu uważa się, że Męczeństwo św. Andrzeja Apostoła jest w jakimś stopniu związane z innym obrazem Murilla – Nawrócenie św. Pawła Apostoła.